# Livsforkortelses ekspert
|  | Denne artikel er oprettet af botten Steenthbot ud fra en ekstern database. Den kan derfor have sproglige fejl eller mangler. Denne skabelon kan fjernes efter kontrol af indholdet. |

Livsforkortelses ekspert er en canadisk kortfilm fra 2014 instrueret af James Barclay.

## Handling
En lejemorder modtager nogle usædvanlige råd, der måske kan hjælpe ham mod søvnløshed.

## Medvirkende
- Ulrich Thomsen, Michael